# تود روك
تود روك (بالإنجليزية: Todd Rock)‏ هو سياسي أمريكي، ولد في 1963 في الولايات المتحدة. حزبياً، نشط في الحزب الجمهوري. وقد انتخب عضو مجلس نواب بنسيلفانيا.